# Fogelveder

Fogelveder I

Fogelveder II

Fogelveder (Fogelweder, Fogelvander, Fogelfeder, Vogelfeder) – polski herb szlachecki z nobilitacji.

## Opis herbu
Zachowały się przekazy o dwóch wersjach tego herbu:
Fogelveder I: W polu srebrnym na skosie błękitnym, cztery gwiazdy złote.
Klejnot: pół młodzieńca ze wstęgą błękitną o czterech gwiazdach złotych sześcioramiennych, trzymającego sokoła na lewej ręce.
Fogelveder II miał w klejnocie człowieka ze wstęgą, ale pozbawionego ramion.

## Najwcześniejsze wzmianki
Nadany 15 kwietnia 1589, Stanisławowi Fogelwederowi, archidiakonowi warszawskiemu, kanonikowi poznańskiemu, wileńskiemu i płockiemu, sekretarzowi królewskiemu. Herb ten mieli Fogelvederowie otrzymać wcześniej od Zygmunta Luksemburskiego w 1430, zatem można mówić tu o indygenacie. Według Józefa Szymańskiego, Fogelvederowie mieli być znaną krakowską rodziną mieszczańską.
Juliusz Karol Ostrowski natomiast podaje, że herb ten przysługiwał niemieckiej rodzinie osiadłej w XV wieku w Prusach. Przytacza też, za Paprockim, okolskim i Niesieckim informację, że pochodzą od niej Szumowscy i Bajerscy, którzy przybrali nazwiska od posiadłości rodowych. Ostrowski powątpiewa w tę informację, twierdząc, że wedle źródeł niemieckich rodziny te nosiły w herbie tylko jedną gwiazdę. Ostrowski ponadto podaje wariant tego herbu, Fogelveder II, jako herb rodziny Boskamp-Bajerski z Galicji.

## Herbowni
Bajerski, Fogelweder – Fogelvander – Fogelveder – Fogelfeder, Sumowski, Szumowski.